# Ernesto Pascal

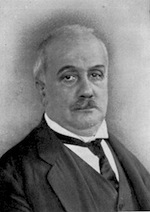
Ernesto Pascal

Ernesto Pascal (* 7. Februar 1865 in Neapel; † 25. Januar 1940) war ein italienischer Mathematiker.
Pascals Familie hatte französische Wurzeln. Er studierte an der Universität Neapel, wo er 1887 sein Diplom (Laurea) erwarb. Danach studierte er noch zwei Jahre an der Universität Pisa und der Universität Göttingen, wo er in Kontakt mit Felix Klein kam. Nach der Rückkehr wurde er Professor für Analysis in Pavia und ab 1907 Professor an der Universität Neapel. Er gründete dort ein Institut für Analysis (Kabinett für Differentialrechnung, später Institut für Anwendungen der Analysis). 
Pascal schrieb unter anderem ein Repertorium der Höheren Mathematik (italienisch 1898 bis 1900, deutsch ab 1900) und entwickelte ein mechanisches Integrationsgerät.
Er war Mitglied der Accademia dei Lincei, der Accademia Nazionale delle Scienze und des Istituto Lombardo.
Zu seinen Doktoranden gehört Renato Caccioppoli.

## Schriften
- Repertorium der höheren Mathematik, 2 Bände, Teubner 1900, 1902, 2. Auflage 1910, 1922
- Die Determinanten, Teubner 1900
- Die Variationsrechnung, Teubner 1899